# Aken
Aken (pronunciación en alemán: /ˈaːkn̩/ⓘ) es una ciudad alemana perteneciente al distrito de Anhalt-Bitterfeld del estado federado de Sajonia-Anhalt. Está localizada en la ribera oeste del río Elba. Se divide administrativamente en siete distritos: Heidehof, Kleinzerbst, Kühren, Lorf, Mennewitz, Obselau y Susigke.
En 2020 tenía una población de 7417 habitantes.
Esta localidad fue documentada por primera vez en 1219, al elegir un alcalde llamado Waltherus de Aken, siendo reconocida en 1270 como ciudad.
Está ubicada a unos 5 km al oeste de Dessau-Roßlau.